# Hayes Alan Jenkins
Hayes Alan Jenkins (Akron, Ohio, 23 de março de 1933) é um ex-patinador artístico norte-americano. Ele foi campeão olímpico em 1956, e tetracampeão mundial (1953–1956).
Ele é irmão do também campeão olímpico David Jenkins e marido da campeã olímpica Carol Heiss.

## Principais resultados
| Resultados                                            | Resultados        | Resultados        | Resultados        | Resultados        | Resultados      | Resultados      | Resultados      | Resultados      | Resultados    | Resultados    | Resultados    | Resultados    |
| Internacional                                         | Internacional     | Internacional     | Internacional     | Internacional     | Internacional   | Internacional   | Internacional   | Internacional   | Internacional | Internacional | Internacional | Internacional |
| Evento/Temporada                                      | 1948– 1949        | 1949– 1950        | 1950– 1951        | 1951– 1952        | 1952– 1953      | 1953– 1954      | 1954– 1955      | 1955– 1956      |               |               |               |               |
| ----------------------------------------------------- | ----------------- | ----------------- | ----------------- | ----------------- | --------------- | --------------- | --------------- | --------------- | ------------- | ------------- | ------------- | ------------- |
| Jogos Olímpicos                                       |                   |                   |                   | 4.º               |                 |                 |                 | Medalha de ouro |               |               |               |               |
| Campeonato Mundial                                    | 6.º               | Medalha de bronze | 4.º               | Medalha de bronze | Medalha de ouro | Medalha de ouro | Medalha de ouro | Medalha de ouro |               |               |               |               |
| Campeonato Norte-Americano                            |                   |                   |                   |                   | Medalha de ouro |                 | Medalha de ouro |                 |               |               |               |               |
| Nacional                                              |                   |                   |                   |                   |                 |                 |                 |                 |               |               |               |               |
| Campeonato dos Estados Unidos                         | Medalha de bronze | Medalha de prata  | Medalha de bronze | Medalha de bronze | Medalha de ouro | Medalha de ouro | Medalha de ouro | Medalha de ouro |               |               |               |               |
|                                                       |                   |                   |                   |                   |                 |                 |                 |                 |               |               |               |               |
| Legenda: Competição não foi disputada nesta temporada |                   |                   |                   |                   |                 |                 |                 |                 |               |               |               |               |